# Дума о Ковпаке
„Дума за Ковпак“ (на украински: Дума про Ковпака; на руски: Дума о Ковпаке) е съветска филмова трилогия, посветена на Сидор Ковпак и партизанския отряд, ръководен от него по време на Великата отечествена война.

## Сюжет
Първият филм е „Аларма“. За възникването в началото на Великата отечествена война на партизански отряд от дванадесет души и развитието му в мощна бойна формация – Първа украинска партизанска дивизия под командването на Ковпак и комисар Руднев.
Вторият филм е „Буран“. За нападението във вражеския тил през 1941 – 1942 г., за битките по време на пресичането на реките Днепър и Припят, известната операция край Сарни, която влиза в историята на Втората световна война под името „Сарни кръст“.
Третият филм е „Карпати, Карпати...“. За нападението на партизанският отряд на Ковпак през лятото на 1943 г. в Карпатите.
Четвъртият филм е „От Буга до Вислы“. За похода от Буг до вливането му във Висла.